# Handelskammer Luxemburg
Die Handelskammer Luxemburg (1940–1942: Industrie- und Handelskammer Luxemburg) ist die Handelskammer für das Großherzogtum Luxemburg mit Sitz auf dem Kirchberg-Plateau in  Luxemburg.

## Geschichte
Am 1. Oktober 1841 erließ Großherzog Wilhelm II. das Dekret zur Gründung der Handelskammer nach französischem Vorbild. Die Kammer hatte 21 Mitglieder. Hiervon entfielen 10 auf den Handel, je ein Mitglied wählten die Spinnereien, die Eisenhütten, die Handschuhmacher, die Papierfabriken, die Mühlenbesitzer, die Tabakfabriken und die Weberei. Zwei Mitglieder wurden von der Gerberbranche gewählt. Jeweils das nach Amtsdauer älteste Drittel der Mitglieder schied alle zwei Jahre aus. Eine Wiederwahl der ausgeschiedenen Mitglieder war möglich. Der Präsident der Kammer wurde von dieser gewählt, wobei die Wahl durch den Großherzog bestätigt werden musste. Die Handelskammer tagte mindestens vierteljährlich. Zu ihren Aufgaben gehörte vor allem die Beratung der Regierung und die Förderung der Wirtschaft.
Das Großherzogtum Luxemburg war seit 1842 Mitglied im Deutschen Zollverein. Auch wenn es später nicht Mitglied des Norddeutschen Bundes wurde, blieb die Handelskammer doch Mitglied im Deutschen Handelstag.
Die Rolle und Aufgaben der Handelskammer wurden zum ersten Mal durch das Gesetz vom 4. April 1924 zur Schaffung der gewählten Berufskammern in Luxemburg bestätigt.
Im Mai 1940 besetzen deutsche Truppen Luxemburg. Die Regierung und die Großherzogin flohen ins Exil nach London. Nach einer Militärverwaltung wurde eine Zivilverwaltung unter Gustav Simon, NSDAP-Gauleiter des angrenzenden Gaues Moselland, eingesetzt. 
Die Handelskammer Luxemburg wurde nun nach deutschem Vorbild in Industrie- und Handelskammer umbenannt und gleichgeschaltet. Die Selbstverwaltung der Wirtschaft wurde abgeschafft, der Präsident der Kammer ernannt und das Führerprinzip eingeführt. Als kommissarischer Präsident wurde der Präsident der IHK Trier eingesetzt. Die IHK Luxemburg wirkte nun an der Arisierung der jüdischen Unternehmen mit: Von den 335 jüdischen Betrieben wurden 75 arisiert und der Rest geschlossen.
1942 ging die IHK Luxemburg in der Gauwirtschaftskammer Moselland auf. Die Handelskammer und die Handwerkskammer Luxemburg erhielten jedoch in Form der Wirtschaftskammer Luxemburg, die ein Teil der Gauwirtschaftskammer war, eine auf Luxemburg bezogene Lokale Organisationsform.
Mit der Besetzung Luxemburgs durch die amerikanischen Truppen erhielt Luxemburg 1944 seine Unabhängigkeit zurück. Handwerks- und Handelskammer wurden wieder getrennt und rechtlich der Status quo ante wiederhergestellt.
Der rechtliche Rahmen der Handelskammer wurde durch das Gesetz vom 26. Oktober 2010 reformiert und modernisiert.

## Organisation
Das oberste Entscheidungsgremium der Handelskammer ist die Vollversammlung. Diese besteht aus 25 Mitgliedern, die für fünf Jahre gewählt und in sechs Wählergruppen aufgeteilt sind. Die Vollversammlung bestimmt die interne Organisation der Handelskammer und ernennt, vorbehaltlich der Zustimmung der Regierung, den Hauptgeschäftsführer (Generaldirektor).
Die Vollversammlung wählt den Präsidenten und das Exekutiv-Bureau der Handelskammer.

## Aufgaben
Die sechs Hauptaufgaben der Handelskammer sind:
1. Beteiligung am Gesetzgebungsprozess durch das Erstellen von Gutachten
2. Förderung von Unternehmertums, Existenzgründungen und der Unternehmensentwicklung
3. Förderung der wirtschaftlichen und handelspolitischen Beziehungen mit dem Ausland
4. Bildungsangebote
5. Dienstleistungsangebote für Unternehmen und die Öffentlichkeit
6. Öffentlichkeitsarbeit